# Dead in Tombstone
Série
Dead Again in Tombstone : Le Pacte du diable
(2017)
Pour plus de détails, voir Fiche technique et Distribution.
Dead in Tombstone est un film américain, mélangeant western et fantastique, réalisé en 2013 par Roel Reiné et sorti directement en DVD. Il a pour suite Dead Again in Tombstone : Le Pacte du diable

## Synopsis
Guerrero Hernandez est le chef d'une bande de hors-la-loi. Celui-ci après avoir sauvé son demi-frère Red de la potence, organise le pillage de la ville minière d'Edendale. Les choses ne se passent pas comme prévues, Guerrero est trahi et tué par son frère Red qui prend le contrôle de la ville. Après avoir conclu un pacte avec le diable, Guerrero revient à la vie, et un an après les faits, peut venir se venger. Il a 24 heures pour tuer ses six anciens complices. Il sera aidé pour se faire par Calathéa, la femme de l'ancien shérif, abattu par Red.

## Fiche technique
- Titre : Dead in Tombstone
- Réalisation : Roel Reiné
- Scénaristes : Shane Kuhn et Brendan Cowles
- Musique : Hybrid
- Photographie : Roel Reiné
- Montage : Radu Ion
- Production : Mike Elliott
- Société de production : Universal 1440 Entertainment, Capital Arts Entertainment et Rebel Entertainment
- Pays de production :  États-Unis
- Genre : Action, fantastique et horreur et western
- Durée : 100 minutes
- Date de sortie : États-Unis :  1er octobre 2013 (DVD)

## Distribution
- Danny Trejo (VF : Antoine Tomé) : Guerrero Hernandez
- Mickey Rourke (VF : Michel Vigné) : le diable
- Anthony Michael Hall (VF : Loïc Houdré) : Red Cavanaugh
- Dina Meyer : Calathea Massey
- Richard Dillane : Jack Sutter
- Colin Mace : Judah Clark
- Emil Hostina : Baptiste
- Ovidiu Niculescu : Darko
- Ronan Summers : Ramos
- Edward Akrout : Snake
- Radu Andrei Micu : Washington
- James Carroll Jordan : le père Jordan
- Daniel Lapaine : le shérif Bob Massey
- George Remes : Tom Morris
- Ioan Cortea : Cade Hudson